# باب دیشی
باب دیشی (انگلیسی: Bob Dishy؛ زادهٔ ۱۲ ژانویهٔ ۱۹۳۴) بازیگر اهل ایالات متحده آمریکا است.
از فیلم‌ها یا برنامه‌های تلویزیونی که وی در آن نقش داشته است، می‌توان به دون خوان دی‌مارکو، نویسنده! نویسنده!، و سپس پولی آمد، بازگشت دوست‌پسرم، ای‌ئی‌اس هادسن استریت، شرایط بحرانی، یک ماهی در وان حمام و جنگل ۲ جنگل اشاره کرد.